# 台糖金馬牌內燃機車
台糖金馬牌內燃機車是一款台灣糖業公司引進、Skagit Steel & Iron Works製造的的液壓傳動柴油引擎鐵路機車，其數量在該公司各車型中相對稀少。

## 概要

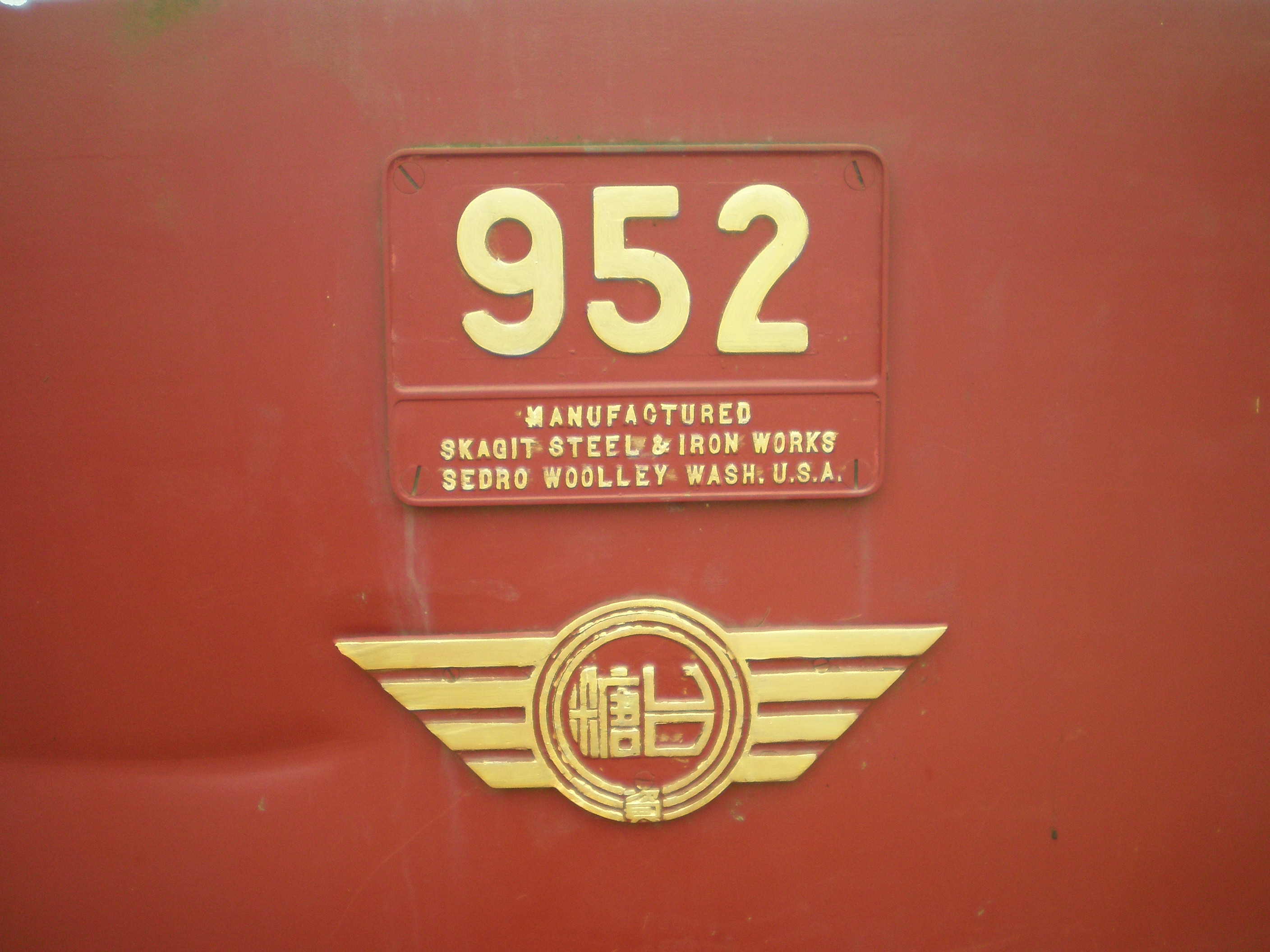
952號車身上載有車號、製造廠資訊的銘板，以及台糖之標誌。

製造砂糖的過程中，石灰是相當重要的原料之一；台灣糖業公司為增加石灰石運輸量，向位在美國華盛頓州世德羅-伍利的Skagit Steel & Iron Works訂購4輛專用於牽引石灰石載運列車的內燃機車。該批機車製造於1960年，編號接續於溪州牌內燃機車之後，被編為951號至954號，並被命名為「金馬牌」。
該款機車原安裝美國Waukesha牌之汽油引擎，後於1979年改裝美國Allis-Chalmers製之柴油引擎。
該款機車全數配屬於烏樹林糖廠，專用於石灰石原石運輸路線仙草埔線。因該路線坡度較陡，且石灰石相當沉重，該款機車所設計的牽引力相當大，在時速16公里時可達9000公斤。該款機車之動輪相對一般762毫米軌距機車較大。該款機車之軸配置為三軸式（0-6-0）。
該款機車在1999年全數停用，並由新營糖廠轉配之三輛德馬牌A 型機車取而代之。

## 現況
- 除953號保存於南靖糖廠，其餘都位於烏樹林糖廠。
- 954號在2010年初修復完成後動態保存。

## 圖片集

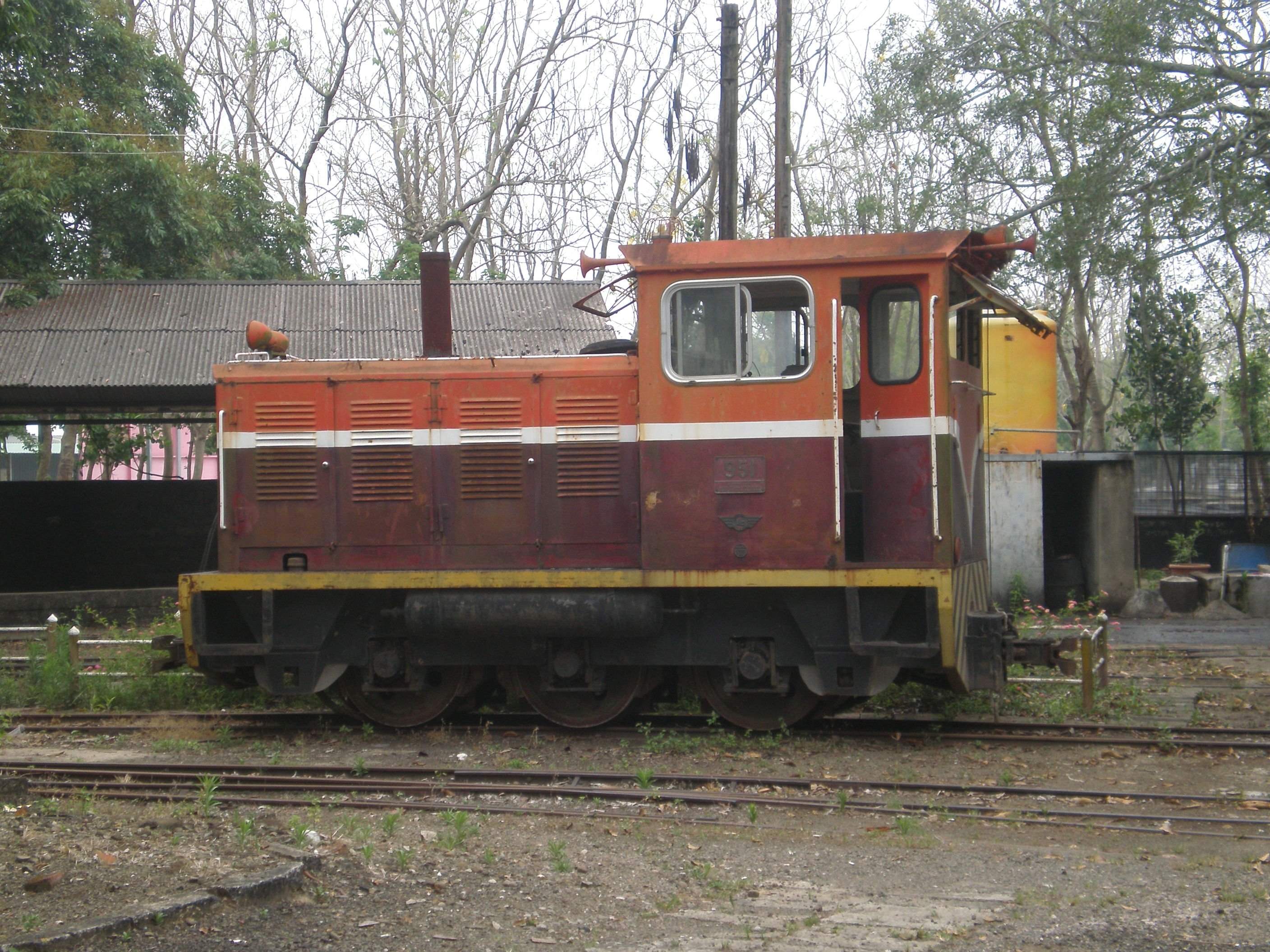
951號靜態展示於烏樹林糖廠，2011年。

## 外部連結
- 臺糖鐵路內燃機車分布地點，街貓的鐵道網站
- 金馬牌內燃機車動態運轉影片 （页面存档备份，存于）